# 키어런 페로

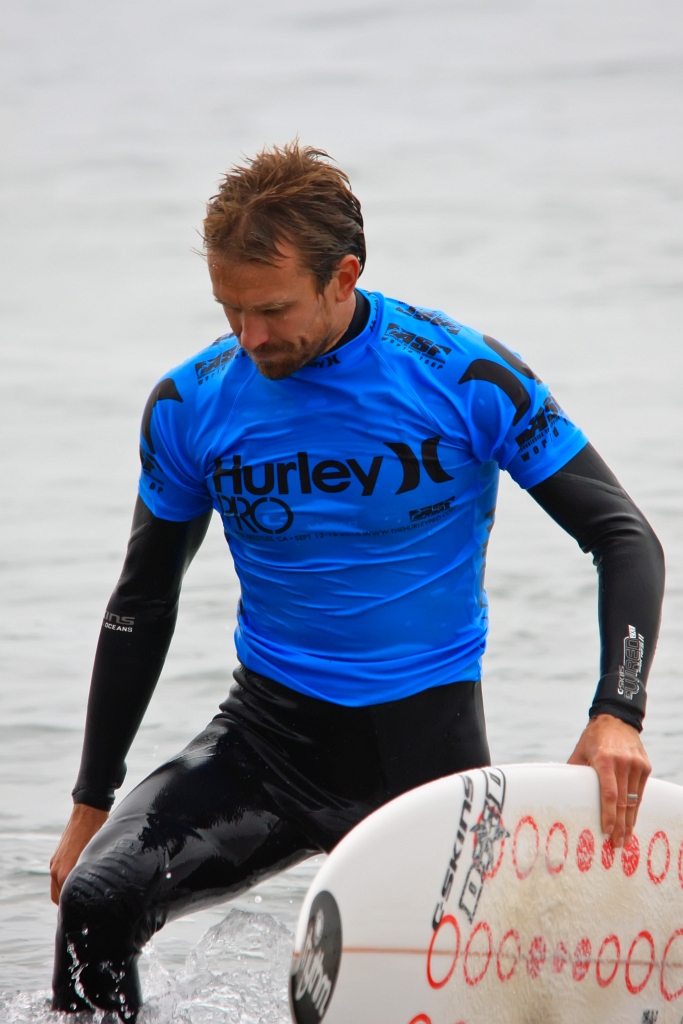
키런 페로

키어런 페로(Kieren Perrow, 1977년 1월 1일 ~ )는 오스트레일리아의 서퍼다. 뉴사우스웨일스주 바이런베이에서 태어났으며, 2009년 ASP 월드 투어에서 종합 13위를 하였다.